# Xarxa neuronal residual

Forma canònica d'una xarxa neuronal residual. Una capa ℓ − 1 es salta l'activació des de ℓ − 2.

Una xarxa neuronal residual (amb acrònim anglès ResNet) és una xarxa neuronal artificial (ANN). És una variant sense porta o oberta de la HighwayNet, la primera xarxa neuronal de feedforward molt profunda que funciona amb centenars de capes, molt més profundes que les xarxes neuronals anteriors. Les connexions o dreceres de saltar s'utilitzen per saltar per sobre d'algunes capes (HighwayNets també pot aprendre els pesos de salt per si mateixos mitjançant una matriu de pes addicional per a les seves portes). Els models típics de ResNet s'implementen amb salts de doble o triple capa que contenen no linealitats (ReLU) i normalització per lots entremig. Els models amb diversos salts paral·lels s'anomenen DenseNets. En el context de les xarxes neuronals residuals, una xarxa no residual es pot descriure com una xarxa simple.
Igual que en el cas de les xarxes neuronals recurrents de memòria a llarg termini hi ha dos motius principals per afegir connexions de salt: per evitar el problema dels gradients de fuga, donant lloc a una optimització més fàcil de les xarxes neuronals, on els mecanismes de gating. facilitar el flux d'informació a través de moltes capes ("autopistes de la informació"), o mitigar el problema de la Degradació (saturació de la precisió); on afegir més capes a un model adequadament profund condueix a un error d'entrenament més alt. Durant l'entrenament, els pesos s'adapten per silenciar la capa aigües amunt, i amplifiqui la capa prèviament omesa. En el cas més senzill, només s'adapten els pesos per a la connexió de la capa adjacent, sense pesos explícits per a la capa aigües amunt. Això funciona millor quan es passa una sola capa no lineal o quan les capes intermèdies són totes lineals. En cas contrari, s'hauria d'aprendre una matriu de pes explícita per a la connexió omesa (s'hauria d'utilitzar una HighwayNet).
Saltar-se simplifica eficaçment la xarxa, utilitzant menys capes en les etapes de formació inicial. Això accelera l'aprenentatge reduint l'impacte dels gradients que s'esvaeixen, ja que hi ha menys capes per propagar-se. Aleshores, la xarxa restaura gradualment les capes omeses a mesura que aprèn l'espai de les característiques. Cap al final de l'entrenament, quan totes les capes s'expandeixen, es manté més a prop del col·lector i així aprèn més ràpidament. Una xarxa neuronal sense parts residuals explora més de l'espai de característiques. Això fa que sigui més vulnerable a les pertorbacions que fan que surti del col·lector i requereixen dades d'entrenament addicionals per recuperar-se.
Es va utilitzar una xarxa neuronal residual per guanyar el concurs ImageNet 2015, i s'ha convertit en la xarxa neuronal més citada del segle xxi.